# Keler
Keler és una marca de cervesa creada el 1872 a Sant Sebastià pels germans alemanys Benedikt i Klaus Kutz. A la dècada del 1980, la històrica fàbrica El León de la família Kutz al barri de l'Antigua va ser enderrocada i tota la producció va passar a la planta que l'empresa té al poble d'Arano.

## Història
El mestre cerveser Benedikt Kutz arribà a la capital donostiarra el 1867, fet que representà la gènesi d'una tradició cervesera basca que perdura fins als nostres dies. Els Kutz eren originaris de la ciutat d'Ulm, a l'estat de Baden-Württemberg, que fa frontera amb Baviera. Benedikt ja havia estat mestre cerveser a Ulm, després a la ciutat d'Estrasburg i més tard a París. En 1867 la seva idea era arribar als Estats Units d'Amèrica però va conèixer Juana Ygarzabal, la seva futura esposa, i el seu propòsit va canviar. El 1870 arribà a Sant Sebastià el seu germà Klaus, que també es casà amb una de les germanes Ygarzabal, de nom Josefa Agustina, amb qui va tenir 6 fills. Junts fundaren el 1872 la famosa Cervecería de Strasburgo y Fábrica de hielo, al barri d'Ategorrieta, actual Ulia, empresa que va ser la precursora de la factoria Keler.
El 1888, els germans Kutz ja instal·lats al País Basc, van decidir provar sort a l'Exposició Universal de Barcelona, en què van obtenir la medalla de plata amb la seva cervesa. La recepta dels Kutz els va donar al llarg de la història de la marca més de 30 premis internacionals. Motivats per aquest èxit, els Kutz van construir el 1890 el que seria el seu gran projecte, la fàbrica El León al barri de l'Antigua que va ser el vaixell insígnia de l'empresa fins a la seva demolició als anys 1980. En morir els germans fundadors, els seus fills: Juan i Teodoro (de Benedikt) i Ramón (de Klaus) van continuar la saga empresarial.
En 1982 l'empresa es va traslladar de la ciutat de Sant Sebastià a la localitat navarresa d'Arano. El 1993 Cruzcampo va comprar Keler, per tant aquesta va passar a pertànyer al grup irlandès Guinness Brewing Worldwide que controlava el 98% de l'accionariat de Cruzcampo des del 1991. El 1999, la planta de fabricació d'Arano, igual que la resta de l'empresa l'any 2000, van passar a mans de la neerlandesa Heineken International. Finalment tota la marca Keler, així com tots els seus productes i fàbriques, van ser venuts al grup cerveser català Damm. Des de llavors, la presència de Keler a ciutats grans de l'Estat espanyol s'ha incrementat, encara que la seva presència més arrelada continua essent al País Basc, on és una empresa coneguda sobretot per les campanyes de patrocini a equips com la Reial Societat de Futbol.